# Địa chất y học
Địa chất Y học là một liên ngành khoa học chuyên nghiên cứu mối quan hệ giữa môi trường địa chất  với sức khỏe con người và động vật trên hành tinh về cả hai mặt: tích cực (tạo thuận lợi cho sự sống) và tiêu cực (gây bệnh tật, căng thẳng thần kinh, kìm hãm phát triển), từ đó áp dụng các biện pháp chế ngự những tác động xấu, đồng thời tận dụng những yếu tố thuận lợi của môi trường địa chất nhằm bảo đảm sự sống khỏe mạnh, an toàn.
Thuật ngữ địa chất y học được các nhà khoa học đặt ra tại Hội thảo Quốc tế "Sức khỏe và môi trường địa hóa" ở Upsala, Thụy Điển từ ngày 4 đến 6 tháng 9 năm 2000.
Ví dụ:
- Chì và các Kim loại nặng tạo thành bụi và các dạng hạt khác
- Asbestos tạo ra các dạng bụi amphibol asbestos ở Libby, Montana
- Nhiễm nấm từ bụi của máy bay như coccidioidomycosis